# 魏王假
魏王假（？—前225年?），原名魏假，魏景湣王魏增之子。魏王假三年（前225年），秦將王賁引黃河、鴻溝水灌大梁城，水淹三月，城內死傷無數，魏假投降，魏國滅亡，凡八傳，歷九君。
《資治通鑑》記錄魏假投降後遭處死。但在《史記》中並未記載魏假投降後的下落。按《史记会注考证》引高祖本纪魏人周市曰：“丰，故梁徙也。”秦国将魏国残余之众迁至丰邑。《史记集解》引三国时学者文颍之说：“梁惠王孙假为秦所灭，转东徙于丰”。
魏假之弟魏咎，在秦末民变中崛起，自立為王。魏咎死後，弟魏豹又繼之，被項羽封為西魏王。

## 影视形象
- 2020年上映的电视剧《大秦帝国之天下》中，魏王假由陈楷饰演。

## 在位年與西曆對照表
| 前任： 父魏景湣王 | 魏国君主 前227年—前225年 | 繼任： 無，魏王假為末任君主 |